# Graboc
Graboc är en ort i Kosovo. Den ligger i den västra delen av landet, 70 km väster om huvudstaden Priština. Graboc ligger 468 meter över havet och antalet invånare är 420.
Terrängen runt Graboc är varierad, och sluttar österut. Runt Graboc är det ganska tätbefolkat, med 222 invånare per kvadratkilometer. Närmaste större samhälle är Pejë, 6,1 km nordväst om Graboc. Omgivningarna runt Graboc är en mosaik av jordbruksmark och naturlig växtlighet.